# Montcléra
Montcléra är en kommun i departementet Lot i regionen Occitanien i södra Frankrike. Kommunen ligger i kantonen Cazals som tillhör arrondissementet Cahors. År 2022 hade Montcléra 275 invånare.

## Befolkningsutveckling
Antalet invånare i kommunen Montcléra
| Referens: INSEE |